# Erythropodium carybaeorum
Erythropodium carybaeorum är en korallart som beskrevs av Rudolf Albert von Kölliker 1865. Erythropodium carybaeorum ingår i släktet Erythropodium och familjen Anthothelidae. Inga underarter finns listade i Catalogue of Life.